# Grand Prix Formule 1 van Hongarije 1987
De Grand Prix Formule 1 van Hongarije 1987 werd verreden op 9 augustus op de Hungaroring in Mogyoród nabij Boedapest.

## Uitslag
| Pos.   | Nr. | Coureur            | Constructeur           | Rondes | Tijd / Oorzaak uitval | Grid | Punten |
| ------ | --- | ------------------ | ---------------------- | ------ | --------------------- | ---- | ------ |
| 1      | 6   | Nelson Piquet      | Williams-Honda         | 76     | 1:59:26.793           | 3    | 9      |
| 2      | 12  | Ayrton Senna       | Lotus-Honda            | 76     | + 37.727              | 6    | 6      |
| 3      | 1   | Alain Prost        | McLaren-TAG            | 76     | + 1:27.456            | 4    | 4      |
| 4      | 20  | Thierry Boutsen    | Benetton-Ford          | 75     | + 1 Ronde             | 7    | 3      |
| 5      | 7   | Riccardo Patrese   | Brabham-BMW            | 75     | + 1 Ronde             | 10   | 2      |
| 6      | 17  | Derek Warwick      | Arrows-Megatron        | 74     | + 2 Rondes            | 9    | 1      |
| 7 (1)  | 3   | Jonathan Palmer    | Tyrrell-Ford           | 74     | + 2 Rondes            | 16   |        |
| 8      | 18  | Eddie Cheever      | Arrows-Megatron        | 74     | + 2 Rondes            | 11   |        |
| 9 (2)  | 4   | Philippe Streiff   | Tyrrell-Ford           | 74     | + 2 Rondes            | 14   |        |
| 10 (3) | 16  | Ivan Capelli       | March-Ford             | 74     | + 2 Rondes            | 18   |        |
| 11     | 24  | Alessandro Nannini | Minardi-Motori Moderni | 73     | + 3 Rondes            | 20   |        |
| 12     | 26  | Piercarlo Ghinzani | Ligier-Megatron        | 73     | + 3 Rondes            | 25   |        |
| 13 (4) | 14  | Pascal Fabre       | AGS-Ford               | 71     | + 5 Rondes            | 26   |        |
| 14     | 5   | Nigel Mansell      | Williams-Honda         | 70     | Wiel                  | 1    |        |
| DNF    | 21  | Alex Caffi         | Osella-Alfa Romeo      | 64     | Benzinesysteem        | 21   |        |
| DNF    | 25  | René Arnoux        | Ligier-Megatron        | 57     | Elektrisch probleem   | 19   |        |
| DNF    | 30  | Philippe Alliot    | Larousse-Ford          | 48     | Ongeluk               | 15   |        |
| DNF    | 9   | Martin Brundle     | Zakspeed               | 45     | Turbo                 | 22   |        |
| DNF    | 27  | Michele Alboreto   | Ferrari                | 43     | Motor                 | 5    |        |
| DNF    | 8   | Andrea de Cesaris  | Brabham-BMW            | 43     | Versnellingsbak       | 13   |        |
| DNF    | 2   | Stefan Johansson   | McLaren-TAG            | 14     | Versnellingsbak       | 8    |        |
| DNF    | 19  | Teo Fabi           | Benetton-Ford          | 14     | Versnellingsbak       | 12   |        |
| DNF    | 23  | Adrián Campos      | Minardi-Motori Moderni | 14     | Spin                  | 24   |        |
| DNF    | 28  | Gerhard Berger     | Ferrari                | 13     | Differentieel         | 2    |        |
| DNF    | 10  | Christian Danner   | Zakspeed               | 3      | Motor                 | 23   |        |
| DNF    | 11  | Satoru Nakajima    | Lotus-Honda            | 1      | Versnellingsbak       | 17   |        |

- De nummers tussen haakjes zijn de plaatsen voor de Jim Clark-trofee.

## Statistieken
| Pole-position | Nigel Mansell | Williams-Honda | 1:28.047 |
| Snelste ronde | Nelson Piquet | Williams-Honda | 1:30.149 |

## Noot
- Dit was de tweede (opeenvolgende) overwinning van de Grote Prijs van Hongarije voor Nelson Piquet. Piquet was hiermee tot dan toe de enige winnaar en ook de eerste meervoudige winnaar in Hongarije.

1936 · 1986 · 1987 · 1988 · 1989 · 1990 · 1991 · 1992 · 1993 · 1994 · 1995 · 1996 · 1997 · 1998 · 1999 · 2000 · 2001 · 2002 · 2003 · 2004 · 2005 · 2006 · 2007 · 2008 · 2009 · 2010 · 2011 · 2012 · 2013 · 2014 · 2015 · 2016 · 2017 · 2018 · 2019 · 2020 · 2021 · 2022 · 2023 · 2024 · 2025 · 2026 · 2027 · 2028 · 2029 · 2030 · 2031 · 2032